# Altipolia sonamargensis
Altipolia sonamargensis là một loài bướm đêm trong họ Noctuidae.